# Noordelijk kampioenschap hockey heren 1941/42
Het Noordelijk kampioenschap hockey heren 1941/42 had de 14e editie van deze Nederlandse veldhockeycompetitie moeten worden. De kampioenswedstrijd werd echter niet meer gespeeld. 

## Competitie
Voor het eerst in twee jaar was er dit seizoen geen sprake van een noodcompetitie. De promotieklasse werd weer ingevoerd, zij het dat deze in een A en een B afdeling was onderverdeeld. De kampioenen van deze afdeling A en B zouden aan het einde van de competitie in een beslissingswedstrijd strijden om de noordelijke titel. Deze laatste wedstrijd van het seizoen vond echter geen doorgang na onderling overleg tussen de beide kampioenen. Onder de beide promotieklassen werden een 2e klasse A en B alsmede een 3e klasse ingericht. De promotieklasse A bevatte verenigingen uit Groningen en Drenthe. Promotieklasse B bestond uit verenigingen uit Friesland, Groningen en Drenthe. In A eindigde Groningen met 13 punten op de eerste plaats. In B eindigde LHC als kampioen. In beide promotieklassen eindigden de nummers laatst met 0 punten. Geen van beide promotieklassen werd geheel uitgespeeld nu de laatste nog te spelen wedstrijd geen enkele wijziging in de competitiestand meer kon brengen. 

## Promotie en degradatie
Er was dit seizoen wederom geen sprake van promotie of degradatie. Kampioen van de 2e klasse A werd Dash II, in 2 B werd Sneek bovenaan. Daring eindigde als primus inter pares in de derde klasse.

## Eindstand Promotieklasse A
| pos | club      | gs | w | g | v | pnt | dv | dt | ds  |
| --- | --------- | -- | - | - | - | --- | -- | -- | --- |
| 1.  | Groningen | 8  | 6 | 1 | 1 | 13  | 26 | 9  | +17 |
| 2.  | Dash      | 8  | 5 | 2 | 1 | 12  | 21 | 16 | +5  |
| 3.  | GHBS      | 7  | 2 | 3 | 2 | 7   | 17 | 16 | +1  |
| 4.  | HVA       | 8  | 3 | 0 | 5 | 6   | 16 | `8 | -2  |
| 5.  | HCW       | 7  | 0 | 0 | 7 | 0   | 8  | 29 | -21 |

## Eindstand Promotieklasse B
| pos | club         | gs | w | g | v | pnt | dv | dt | ds  |
| --- | ------------ | -- | - | - | - | --- | -- | -- | --- |
| 1.  | LHC          | 6  | 3 | 3 | 0 | 9   | 18 | 2  | +16 |
| 2.  | Groningen II | 6  | 3 | 2 | 1 | 8   | 10 | 8  | +2  |
| 3.  | Rap.         | 5  | 2 | 1 | 2 | 5   | 8  | 12 | -4  |
| 4.  | MHV          | 5  | 0 | 0 | 5 | 0   | 3  | 17 | -14 |

1928/29 · 1929/30 · 1930/31 · 1931/32 · 1932/33 · 1933/34 · 1934/35 · 1935/36 · 1936/37 · 1937/38 · 1938/39 · 1939/40 · 1940/41 · 1941/42 · 1942/43 · 1943/44 · 1944/45 · 1945/46 · 1946/47 · 1947/48 · 1948/49 · 1949/50 · 1950/51 · 1951/52 · 1952/53 · 1953/54 · 1954/55 · 1955/56 · 1956/57 · 1957/58 · 1958/59 · 1959/60 · 1960/61 · 1961/62 · 1962/63 · 1963/64 · 1964/65 · 1965/66 · 1966/67 · 1967/68 · 1968/69 · 1969/70 · 1970/71 · 1971/72 · 1972/73